# Playback
Playback (wym. /pleɪbæk/) – pejoratywne określenie pełnego podkładu muzycznego, używanego do całkowitego zastąpienia muzyki / głosu artysty podczas wykonania utworu. Określenie nabrało mocno negatywnego znaczenia po aferze z zespołem Milli Vanilli w 1989 roku. Używa się go najczęściej na koncertach, w programach telewizyjnych i festiwalach, w wystąpieniach "na żywo". Nie istnieje żaden obiektywny sposób weryfikacji jego użycia. Niepoprawnie nazywa się playbackiem użycie niepełnego podkładu muzycznego stosowanego jako wspomaganie występu. Pojęcie to nie występuje w innych językach w tak negatywnym znaczeniu jak w języku polskim.
W przypadku tzw. półplaybacku („live to track”), podkład jest odtwarzany, podczas gdy wykonawca śpiewa lub gra "na żywo". W pełnym playbacku wykonawca porusza ustami w synchronizacji z odtwarzanym wokalem („lip sync”) lub imituje grę na instrumencie. Playback jest używany w tej formie przez wykonawców podczas występów publicznych w celu zminimalizowania kosztów, ryzyka, lub osiągnięcia optymalnego rezultatu dźwiękowego. Często głos wykonawcy nie odpowiada głosowi na oryginalnym nośniku dźwięku, ponieważ do jego produkcji użyto efektów dźwiękowych w studiu nagraniowym. Debata na temat tego, czy zespoły powinny używać podkładów muzycznych "na żywo", czy nie, trwa od lat 70-tych XX wieku. Wraz z rozwojem techniki muzycznej coraz częściej można się spotkać z przypadkami pełnego podkładu muzycznego, ponieważ staje się to coraz łatwiejsze i bardziej doskonałe technicznie. Ale także wymagania publiczności stają się coraz wyższe. Na koncertach wymaga się świateł, pirotechniki, zespołów tanecznych. Wykonawcy czują presję na tworzenie perfekcyjnego występu, nie różniącego się muzycznie od sesji studyjnej, za to bardzo wymagającego pod względem wysiłku fizycznego.
Takie techniki jak lip syncing, czy autotune mogą dawać wrażenie naturalności śpiewu, czy gry na instrumencie. Praktycznie co roku pojawiają się informacje o "wpadce" jakiegoś znanego muzyka, kiedy okazuje się, że używał technologii. Może to, jak w przypadku Ashley Simpson, zakończyć karierę muzyczną, kiedy fani poczują się oszukani. Media informacyjne szczególnie chętnie informują o takich przypadkach, gdyż nic tak nie przyciąga uwagi jak skandal.
Niektórzy znani artyści zdecydowanie potępiają stosowanie "sztuczek" w występach, np. Elton John, który powiedział "Każdy, kto publicznie udaje, że śpiewa, a tak naprawdę tylko rusza ustami, a płacisz 75 funtów, żeby to zobaczyć, powinien zostać zastrzelony". Jednak takie oświadczenia nie rezonują mocno w świecie showbiznesu, gdzie liczy się przede wszystkim sukces, szczególnie, że artysta szybko odwołał tą deklarację.
Przeciwnicy negatywnego znaczenia określenia playback, podkreślają, że potępienie dla artystów jest czysto subiektywną reakcją fanów i jako taka nie musi wpływać na karierę muzyczną artysty, jeśli fani akceptują ten fakt. Niektórzy jednak są tak rozgoryczeni, że zarzucają "fałsz" gremialnie wszystkim wykonawcom, również tym którzy używają ścieżek podkładowych. A dla artysty praktycznie nie ma sposobu na odparcie tych zarzutów, ponieważ weryfikacja jest jednostronna i subiektywna. Można przyłapać muzyka na stosowaniu playbacku, ale nie można potwierdzić jego niestosowania. Dlatego pojawiające się inicjatywy, jak np. "Live Means Live" popierane przez Ellie Goulding, czy Eda Sheerana , albo MTV Unplugged, nie miały znaczącego wþlywy na to zjawisko, ponieważ były to tylko deklaracje artystów, czy pojedyncze występy akustyczne, co nie wyklucza przecież użycia pełnego playbacku w innych okolicznościach.
Przyszłość w kontekście wykorzystania playbacku wydaje się niejasna, już dziś możliwości techniczne pozwalają na zupełne zafałszowanie umiejętności wokalisty, nawet w występach "na żywo", w sposób uniemożliwiający rozpoznanie. Pozostaje tylko polegać na uczciwości artystów i dobrej woli wytwórni muzycznych, jednak stale pojawiające się doniesienia medialne zasiewają w publiczności ziarna podejrzeń. W przyszłości technologia może pójść jeszcze dalej i umożliwić całkowite zastąpienie człowieka awatarem nieodróżnialnym od człowieka.